# Henri Sappia
Henri Sappia (en Italien Enrico Sappia) est né le 17 avril 1833 à Touët-de-l'Escarène (alors province de Nice du royaume de Sardaigne) et mort le 29 septembre 1906 à Nice (Alpes-Maritimes, France), est un érudit et écrivain niçois.
Tour à tour érudit, journaliste et homme politique mêlé de près aux mouvements révolutionnaires d’Europe ses faits et gestes sont difficiles à établir du fait notamment de ses pérégrinations.

## Biographie
D’une ancienne famille du comté de Nice, il fait de solides études classiques au collège des jésuites de Nice (situé à l’emplacement du lycée Masséna actuel). 
En 1848, le printemps des peuples secoue l’Europe : le jeune Henri quitte le domicile de ses parents (Giuseppe Sappia et Marcellina Simon) à Nice le 27 juin 1848 (il a alors 15 ans, 2 mois et 10 jours) pour suivre Joseph Garibaldi ; il combat en Lombardie contre les Autrichiens avant d’être démobilisé.  
Il ne met pas fin à sa fugue et on le retrouve à Rome en 1849, au moment où la République romaine est proclamée. Il y rencontre son compatriote niçois Giuseppe Garibaldi (1807-1882), Felice Orsini (1819-1859) et Giuseppe Mazzini (1805-1872).
Il connaît alors une vie assez aventureuse qui le conduit à Constantinople, à Naples (où il est incarcéré au Castel dell’Ovo pendant 4 ans), à Londres  et à Gênes. 
Conspirateur mazzinien, il s’installe à Paris à l’occasion de l’exposition universelle de 1867. Arrêté, il est condamné à 15 ans de détention le 8 août 1870 par la Haute Cour de justice siégeant à Blois,  mais le Second Empire s'effondre  4 septembre 1870.
Henri Sappia ne doit pas être confondu avec Pierre Théodore Emmanuel Sapia tué place de l’Hôtel-de-Ville le 22 janvier 1871 lors du soulèvement s’en prenant au gouvernement de la Défense nationale siégeant à l’hôtel de ville de Paris.   
Il ne participe pas à la  Commune ; en butte au soupçon d’avoir été le « mouchard du procès de Blois », il émigre à Londres. 
Il s’installe ensuite dans le Sud de l’Italie (Bitonto...) pour une vingtaine d’années sous une nouvelle identité (Professore E. T. De Simone). 
Il rentre à Nice vers 1896. En 1898 il fonde la revue Nice historique qu’il dirige jusqu’à sa mort et contribue activement à la création de l’Acadèmia Nissarda dont il est le secrétaire.
Henri Sappia repose au cimetière de Caucade.

## Henri Sappia universitaire?
Ses éventuels titres universitaires (docteur ès lettres, en philosophie et en droit) restent à établir. 

## Henri Sappia journaliste
Henri Sappia collabora aux journaux suivants :
- Le Courrier français (1868)
- La Réforme (1869)
- Il Diritto di Nizza (1870)
- La Gazzetta Italiana di Londra (1871)
- La Riforma (1882)
- Nice-Historique[3] (1898-1906)
- L’Abruzzo (1881-1882)

## Œuvres
- Ermenegildo Simoni (pseudonyme de Henri Sappia), Mazzini, Histoire des conspirations mazziniennes, Paris, 1869, trad. italiana con commento di Elso Simone Serpentini, Artemia Nova Editrice, 2020.
- (it) Enrico Sappia di Toetto, Nizza contemporanea, Londres, 1871. 
  - Henri Sappia, Nice contemporaine, traduit de l’italien et publié en 2006 par Alain Roullier,  (ISBN 978-2848251561).
- (it)  E. T. De Simone, Storia della città di Bitonto, Naples, 1877.
- (it)  Enrico Sappia De Simone, Gli scritti abruzzesi, a cura di Elso Simone Serpentini, Artemia Edizioni, Mosciano Sant'Angelo (Teramo), 2016.

## Distinctions
- À Nice un boulevard Henri-Sappia perpétue le souvenir de l’érudit local niçois qu’il fut à la fin de sa vie.

### Autres articles
- Eugène Caïs de Pierlas
- Giuseppe Bres
- Giuseppe André
- Il Pensiero di Nizza
- Irrédentisme italien